# Günther Steines
Günther Steines (* 28. September 1928 in Pfalzel, bei Trier; † 4. Juni 1982 in Ahrweiler, Rheinland-Pfalz) war ein deutscher Leichtathlet, der bei den Olympischen Spielen 1952 in Helsinki mit der 4-mal-400-Meter-Staffel die Bronzemedaille gewann (3:06,6 min, Europarekord, zusammen mit Hans Geister, Heinz Ulzheimer und Karl-Friedrich Haas).
Dafür erhielt er am 27. Oktober 1952 das Silberne Lorbeerblatt.
Bei diesen Olympischen Spielen trat er auch im 800-Meter-Lauf an und wurde Sechster in 1:50,6 min.
1950 und 1952 war Steines Deutscher Meister im 800-Meter-Lauf, 1950 und 1954 gewann er die Meisterschaft mit der 4-mal-400 Meter-Staffel. Des Weiteren errang er fünf Vizemeisterschaften.
Steines gehörte TuS Rot-Weiß Koblenz an. In seiner aktiven Zeit war er 1,74 m groß und wog 64 kg. Sein Bruder Bert Steines war als 110-Meter-Hürdenläufer ein ebenfalls bekannter Sportler.
Steines studierte Mathematik, Physik und Sport für das Lehramt und arbeitete nach seiner aktiven Sportlerkarriere als Lehrer am staatlichen Gymnasium (heute Peter-Joerres-Gymnasium) in Ahrweiler, wo er zuletzt die Position eines Studiendirektors innehatte. Er war verheiratet und hat zwei Töchter.

## Persönliche Bestleistungen
- 400 Meter: 48,5 s (1952)
- 800 Meter: 1:49,5 min (1952)